# Al fondo hay sitio
Al fondo hay sitio é uma série peruana, inédita no Brasil, criada por Efraín Aguilar e exibida pela América Televisión: narra a vida dos González e os Maldini, duas famílias diametralmente opostas, e os problemas entre os dois, na residencial Las Lomas. A série começou em 2009 e confirmado por uma 7a. temporada em 2015.

## História

### Sinopse
A família Maldini vive em uma das áreas mais exclusivas de Lima, "Las Lomas". Seus membros, Miguel Ignacio de las Casas, Isabella Picasso, os filhos Nicolas y Fernanda, liderado pela Nonna Francesca Maldini (mãe de Isabella) e auxiliado pelo mordomo Rodolfo Rojas (conhecido por "Peter Mackey"), vivendo em aparente harmonia e felicidade a não ser fora de sua casa está meio construído um outro, que, através do trabalho de construção de casas (companhia da Francesca onde trabalha Miguel Ignacio) tentam comprar desesperadamente para demolir e construir um novo condomínio.
Por acaso do destino, a família Gonzalez (Nelly Camacho, Gilberto Collazos; sua filha Teresa, Charo Flores e seus filhos Joel, Grace e Jaimito) de Huamanga (Ayacucho) move-se para viver na "casa de frente", que foi herdado deles há muitos anos pelo pai de Francesca, trazendo os costumes da sua terra, colocando a cabeça "Las Lomas" e enlouquecendo a os Maldini.
Ao longo da história, vai descobrir várias coisas que os personagens escondem, incluindo o famoso 'segredo' que Francesca salvou com grande desconfiança, e que só sabe Nelly, Bruno Picasso (ex-marido de Francesca) e ela mesma. Também descobrir as verdadeiras intenções de Miguel Ignacio, que descaradamente trai a esposa com a secretária Liliana, que se casou com ela apenas aparentemente simples. Além disso, um romance vai florescer em meio ao ódio entre duas famílias Fernanda e Joel Gonzales quem vai enfrentar muitos obstáculos, tais como a oposição das famílias (principalmente por Francesca) e as diferenças sociais entre os dois estar juntos.

## Produção
De acordo com o criador do programa Efraim Aguilar, a ideia desta série nasceu de um evento social que gerou controvérsia. O distrito "exclusivo" La Molina construída uma cerca divisória da fronteira que tive com o distrito de Ate Vitarte fim de fazer a diferença e "se-proteger" o perigo do povo do bairro vizinho (qualquer coisa La Molina é o mais fechado e rodeado por todas de Lima). Isso causou uma celeuma, não apenas ofendeu o povo, mas também na imprensa. Foi através deste ato que a ideia de "Al fondo hay sitio" começou a ganhar vida.

## Elenco

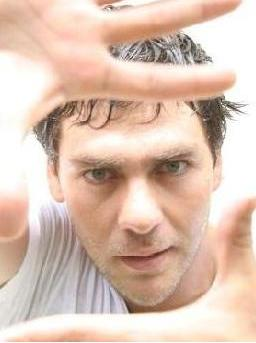
Joaquín de Orbegozo interpretou do gringo Mike

| Ator                | Personagem                                       |
| ------------------- | ------------------------------------------------ |
| Gustavo Bueno       | Gilberto Collazos Chipana                        |
| Irma Maury          | Nelly Camacho Morote de Collazos                 |
| David Almandoz      | José González Camacho                            |
| Magdyel Ugaz        | Teresa Collazos Camacho                          |
| Mónica Sánchez      | Rosario Flores de Gonzáles                       |
| Erick Elera         | Joel González Flores                             |
| Mayra Couto         | Graciela González Flores                         |
| Aarón Picasso       | Jaime González Flores                            |
| László Kovács       | Alberto Lara Smith                               |
| Ivonne Frayssinet   | Francesca Vittoria Maldini Di Paolo              |
| Karina Calmet       | Isabella Fernanda Picasso Maldini de las Casas   |
| Sergio Galliani     | Miguel Ignacio de las Casas Diez Canseco (Nacho) |
| Andrés Wiese        | Nicolás de las Casas Picasso                     |
| Nataniel Sánchez    | Fernanda de las Casas Picasso                    |
| Adolfo Chuiman      | Rodolfo Rojas ("Peter Mckey")                    |
| Marcelo Oxenford    | Mariano Penn-Davis                               |
| Daniela Sarfaty     | Susan Ferrand (Susú)                             |
| Pierina Carcelén    | Liliana Morales                                  |
| Joaquín de Orbegozo | Mike Miller                                      |
| Valeria Bringas     | Luciana del Prado Ferrand                        |
| Pierina Carcelén    | Liliana Morales                                  |
| Fernando Bakovic    | Padre Manuel                                     |
| Junior Silva        | Kevin Arturo Manrique                            |
| Paola Enrico        | María Elena                                      |
| Chiara Molina       | Mia Wong                                         |
| Andrea Barbier      | Marilú                                           |
| Katia Salazar       | Janet                                            |
| Karla Medina        | Verónica Miranda                                 |
| Oscar Ugaz          | Roberto Cercado                                  |
| Christian Thorsen   | Raúl del Prado                                   |
| Amparo Brambilla    | Vanesa Camacho Morote                            |
| Úrsula Boza         | Claudia Zapata                                   |
| Akinori Sato        | Felipe Toshiro Ikeda                             |
| Sergio Gjurinovic   | Mateo Wiese                                      |
| Stephanie Jacobs    | Chiara Benavides                                 |
| Daniela Camaiora    | Margarita "Nataniel" Resba Loza                  |
| Marisol Ramos       | Brenda Ramos                                     |
| Carlos Cabrera      | Pancho                                           |
| Hector Jiménez      | O Chamán                                         |
| Marcial Mattews     | Jacinto Tinoco                                   |
| Manuel Escalante    | Carlos de la Cadena                              |
| Haydeé Cáceres      | Bertha Domínguez                                 |
| Luis Ángel Pinasco  | Bruno Picasso                                    |
| Carlos Solano       | Félix Panduro                                    |
| Mariano Sabato      | Tony Beteta                                      |
| Alessandra Denegri  | Cayetana                                         |
| Mariela Trejos      | Mary Jane                                        |
| Sully Sáenz         | Lorena                                           |
| Bárbara Cayo        | Rafaella Picasso Maldini                         |
| Miguel Arce         | Lucas Boggio                                     |
| Ingrid Morales      | Alejandra 'Ale'                                  |